# Poa abbreviata
Poa abbreviata — багаторічна трав'яниста рослина родини тонконогові (Poaceae), поширена у північних областях північної півкулі. Етимологія: лат. abbreviatus — «скорочений».

## Опис
Трава, що утворює тісні грудки. Стебла гладкі, довжиною 5–15 см. Листя в основному базальне, численне. Лігули 0.5–1 мм, округлені. найбільш верхній стебловий лист більш-менш притиснений до стебла, без чіткої листової піхви. Волоть до 1.5 × 0.8 см, компактна, еліпсоїдна. Колосочки досить малі, злегка підфарбовані фіолетовим. Лема містить від коротко притиснутих волосків до шовковистої на нижній поверхні. Пиляки 0.6–0.8 мм.

## Поширення
Північна Америка: Ґренландія, Канада, США; Азія: Далекий Схід, Сибір; Європа: Росія, Свальбард (Норвегія). Населяє сухі кам'яні землі.